# Kerecseny
Kerecseny község Zala vármegyében, a Nagykanizsai járásban, a Zalai-dombságban, a Zalaapáti-hát területén.

## Fekvése
Zala vármegye keleti részén, Zalaszabartól nyugatra, Orosztony mellett fekvő település. A Kis-Balaton térségét a Principális-csatorna völgyével összekapcsoló, a 7522-es és 7527-es számú utakat összekötő 7525-ös út mentén fekszik, központja az abból dél felé kiágazó 75 126-os úton érhető el.

## Nevének eredete
Nevének eredetére többféle magyarázat is ismert. Az egyik személynévből eredezteti a keletkezését, a másik a szláv krecet szóból. Miután a településnév írásképe a legkorábbi ismert említésétől fogva folyamatosan nagyon hasonlít a vadászsólyom jelentésű kerecsen névhez, nem lehet kizárni az abból való keletkezést sem.

## Története
Kerecseny község neve először 1255-ben leírt alakban ismeretes: Kerechen. Várföld volt, amelynek egyes részeit IV. László adományozta el Atyusz mesternek. 1345-ben Kapulnas-Kerechun, 1472-ben Alsó- és Felsőkerecsen előnévvel megkülönböztetve fordul elő.
1715-ben curialis, azaz nemesi közigazgatás alatt álló hely. Az 1513-as adólajstrom szerint a két Kerecsenyt egytelkes nemesség lakta. 1550-ben nemesi kúria is volt itt. Jelentős szőlőssel és gesztenyéssel rendelkezett.
1574 körül kisebb erődítmény volt. Őrsége 1600-ban felgyújtotta, többé nem építették újjá. Ezután eltűnik a község neve. Csak 1690-ben szól a községről újra a forrás. A község erőteljes fejlődésnek indul a 16-17. század első harmadától.
1754-ben volt temploma a temetőben. 1770-re 86 család lakott itt, 30 volt a nemesek száma, az összlakosság 398 lelket mutatott. 1828-ból részletes összeírás tudósít bennünket. 73 házban 463-an laktak.
A községben dolgozott egy kovács. Nagy szőlők voltak, tölgy- és bükkerdő, valamint virágzott a juhtenyésztés. Kerecsenyhez tartozó külterület Törökcsapás hegy.
A földrajzi név alapján azt állíthatjuk, hogy erre vezetett a törökök hadiútja. Kis-puszta neve a valamikori falu helyét takarja.
A község ma nem az eredeti helyén fekszik, hanem attól délnyugatra, egy kilométerre. Lehet, hogy a törökdúláskor, hogy magukat könnyebben védhessék, Kerecsenyi Bálint kastélya és majorja körül tömörültek, és így alapították meg a jelenlegi Kerecseny községet.

## Közélete

### Polgármesterei
- 1990–1994: Tóth Árpád (független)[3]
- 1994–1998: Odrovics Józsefné (független)[4]
- 1998–199?: Odrovics Józsefné (független)[5]
- 1999–2002: Réti Alfréd (független)[6]
- 2002–2006: Réti Alfréd (független)[7]
- 2006–2010: Réti Alfréd (független)[8]
- 2010–2014: Réti Alfréd (független)[9]
- 2014–2019: Réti Alfréd (független)[10]
- 2019–2024: Réti Alfréd (független)[11]
- 2024– : Réti Alfréd (független)[1]

## Népesség
A település népességének változása:
| Lakosok száma | 237  | 238  | 233  | 208  | 228  | 224  | 240  |
|               | 2013 | 2014 | 2015 | 2021 | 2022 | 2023 | 2024 |

A 2011-es népszámlálás idején a nemzetiségi megoszlás a következő volt: magyar 80,5%, cigány 17,9%, német 1,14%. A lakosok 86,34%-a római katolikusnak, 1,76% felekezeten kívülinek vallotta magát (11,45% nem nyilatkozott).
2022-ben a lakosság 89%-a vallotta magát magyarnak, 15,4% cigánynak, 4,8% németnek, 0,9% lengyelnek, 0,4% románnak, 0,4% szerbnek, 2,2% egyéb, nem hazai nemzetiségűnek (7% nem nyilatkozott; a kettős identitások miatt a végösszeg nagyobb lehet 100%-nál). Vallásuk szerint 51,8% volt római katolikus, 0,9% evangélikus, 0,4% egyéb keresztény, 0,4% egyéb katolikus, 12,7% felekezeten kívüli (33,8% nem válaszolt).

## Nevezetességei
A kerecsenyi kemping mellett számos állatot tekinthetnek meg az idelátogatók a helyi állatparkban. Láthatóak vízibivalyok, emuk, juhok, pónilovak.